# Distretto della Veveyse
Il distretto della Veveyse (Vivisbach in tedesco) è un distretto di lingua francese del Canton Friburgo, in Svizzera. Confina con i distretti di Glâne a nord, di Gruyère a est e con il Canton Vaud (distretti di Vevey a sud, di Lavaux e di Oron a ovest). Il capoluogo è Châtel-Saint-Denis.

## Comuni
Amministrativamente è diviso in 9 comuni:
- Attalens
- Bossonnens
- Châtel-Saint-Denis
- Granges
- La Verrerie
- Le Flon
- Remaufens
- Saint-Martin
- Semsales

### Divisioni
- 1763: Fiaugères → Besencens, Fiaugères
- 1771: La Rougève → La Rogivue (VD), La Rougève
- 1806: Châtel-Saint-Denis → Châtel-Saint-Denis, Remaufens

### Fusioni
- 1968: La Rougève, Semsales → Semsales
- 2004: Besencens, Fiaugères, Saint-Martin → Saint-Martin
- 2004: Bouloz, Pont, Porsel → Le Flon
- 2004: Grattavache, Le Crêt, Progens → La Verrerie